# Jordan Hamilton
Jordan Christian Hamilton (Los Angeles, 6 ottobre 1990) è un cestista statunitense.

## Carriera

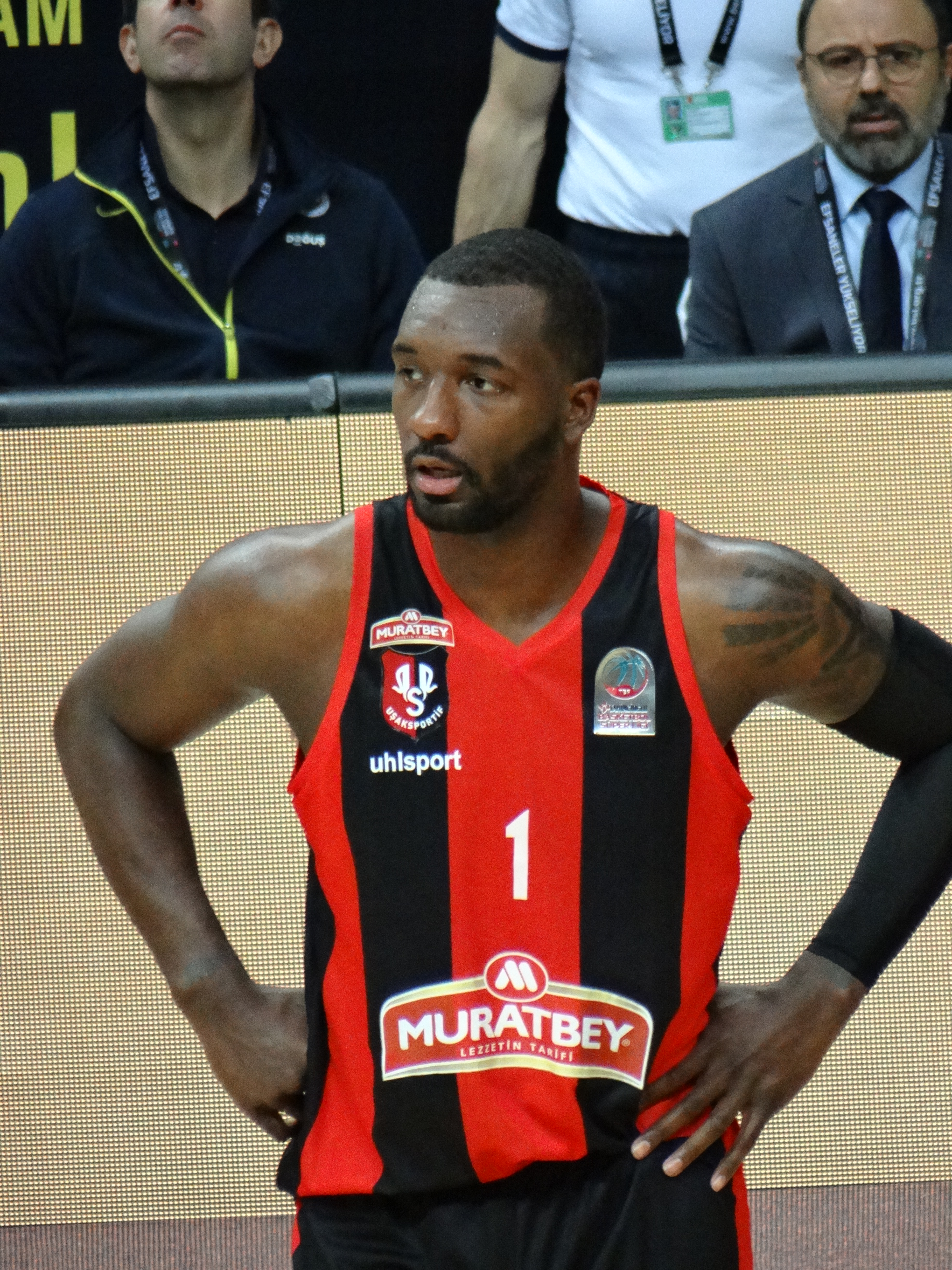
Jordan Hamilton con i turchi dell'Uşak Sportif nel 2017.

Scelto al primo giro (26ª scelta) del Draft NBA 2011 dai Dallas Mavericks, è stato successivamente ceduto ai Denver Nuggets. Nel gennaio 2012 ha disputato 6 partite negli Idaho Stampede, squadra affiliata ai Nuggets in D-League. In seguito è tornato a vestire la maglia dei Nuggets, rimanendo nel loro roster fino a fine stagione. Il 26 luglio del 2018 il Basket Brescia Leonessa annuncia l'acquisto del giocatore americano.

## Palmarès
- NCAA AP All-America Third Team (2011)